# بيشوا (إيران)
بيشوا (بالفارسية: پیشوا) هي مدينة تقع في إيران في قسم. يقدر عدد سكانها بـ 41,480 نسمة .